# سیارک ۳۱۶۴
سیارک ۳۱۶۴ (به انگلیسی: 3164 Prast، نامگذاری:6562P-L) سه هزار و صد و شصت و چهارمین سیارک کشف شده‌است که در ۲۴ سپتامبر ۱۹۶۰ کشف شد.
قدر مطلق سیارک برابر ۱۱٫۹۰ است.